# Ion Rotaru
Ion Rotaru (* 11. September 1924 in Valea lui Ion, Bacău; † 18. Dezember 2006 in Bukarest) war ein rumänischer Literaturkritiker und Literaturhistoriker.
Ion Rotaru war Professor für Literatur an der Universität Bukarest und Autor des grundlegenden Werkes „Geschichte der rumänischen Literatur“.

## Schriften
- „O istorie a literaturii române, de la origini până în 1940“ (Band I-II, 1971–1972).
- Eminescu și poezia populară (1965)
- Valori expresive în literatura română veche (1976)
- Forme ale clasicismului în poezia românească până la Vasile Alecsandri (1979)
- Literatura română veche (1981)

| Personendaten    | Personendaten                                 |
| ---------------- | --------------------------------------------- |
| NAME             | Rotaru, Ion                                   |
| KURZBESCHREIBUNG | rumänischer Literaturkritiker und -historiker |
| GEBURTSDATUM     | 11. September 1924                            |
| GEBURTSORT       | Valea lui Ion, Bacău                          |
| STERBEDATUM      | 18. Dezember 2006                             |
| STERBEORT        | Bukarest                                      |